# Charley Shipp
Charles William Shipp, detto Charley (Indianapolis, 3 dicembre 1913 – 21 marzo 1988), è stato un cestista e allenatore di pallacanestro statunitense, professionista nella NBL e nella NBA.

## Palmarès

### Giocatore
- 4 volte campione NBL (1938, 1941, 1942, 1945)
- 5 volte All-NBL First Team (1938, 1940, 1941, 1942, 1943)
- 2 volte All-NBL Second Team (1939, 1944)
- All Tournament First Team WPBT (1943)